# Funaoka-yama
Der Funaoka-yama (jap. 船岡山) ist ein Berg in der Stadt Kyōto.

## Übersicht
Funaoka-yama befindet sich im Stadtbezirk Kita-ku. Sein höchster Punkt beträgt 111 m, seine Fläche 25.000 Tsubo (8,3 ha) und er gilt als ein kleiner Berg/Hügel (小山, Koyama). Die Trümmer der Burg Funaoka-yama und der Takeisao-(genannt auch Kenkun-)Schrein sind im Rahmen des Funaoka-yama-Parks (船岡山公園 Funaoka-yama Kōen) ausgerüstet worden.
Der Funaoka-yama-Park ist in der Stadtplanung Park Nr. 1, aber auch ein Grundstück des Daitoku-ji wird gepachtet. Auf dem Berggipfel ist ein trigonometrischer Punkt dritter Ordnung aufgestellt. Der Funaoka-yama bietet einen guten Ausblick auf das Freudenfeuer Gozan no Okuribi im Rahmen des Festivals Obon. Zu jener Zeit ist der Berg überfüllt. Der Ursprung des Namens – wörtlich „Boothügel“ – ist gemäß der „Bildersammlung berühmter Orte der Hauptstadt“ (都名所図会, Miyako Meisho Zue) auf die kahnförmige Gegend zurückzuführen. An der nördlichen und südlichen Seiten des Bergs gibt es Verwerfungen, die den Berg herausgehoben haben sollen.

## Geschichte
In der Heian-Zeit wird Funaoka-yama als ein Hauptpunkt des Heian-kyō erwähnt. Von alters her war Funaoka-yama eine malerische Landschaft. In Hinblick auf die schöne Aussicht ist in Sei Shōnagons Kopfkissenbuch die Rede von Oka wa Funaoka (岡は船岡; „ein Hügel [ist] der Funaoka“). Der Hügel wird auch in Yoshida Kenkōs Tsurezuregusa erwähnt. Nach der Niederlage in der Hōgen-Rebellion wurde ihr Anführer Minamoto no Tameyoshi 1156 in Funaoka hingerichtet.
Im Laufe des Ōnin-Krieges bauten die Kommandeure der Westlichen Armee, der Shugo der Provinz Bizen namens Yamana Noriyuki und der Shugo der Provinz Tango namens Isshiki Yoshinao 1467 das Schloss Funaoka, in dem sie sich verschanzten. Die Gegend, die auch Funaoka-yama umfasste, wurde nachher als Nishijin (西陣), etwa die westliche militärische Position, bekannt.
Nach Oda Nobunagas Tod gewährte 1582 Kaiser Ōgimachi Toyotomi Hideyoshi die Erlaubnis, Oda Nobunagas Mausoleum in Funaoka-yama aufzubauen. 1869 wurde in einer Proklamation von Kaiser Meiji ein Shintō-Schrein zum Angedenken an Nobunaga vorgesehen. 1875 wurde der Kenkun-Schrein eröffnet.

## Galerie

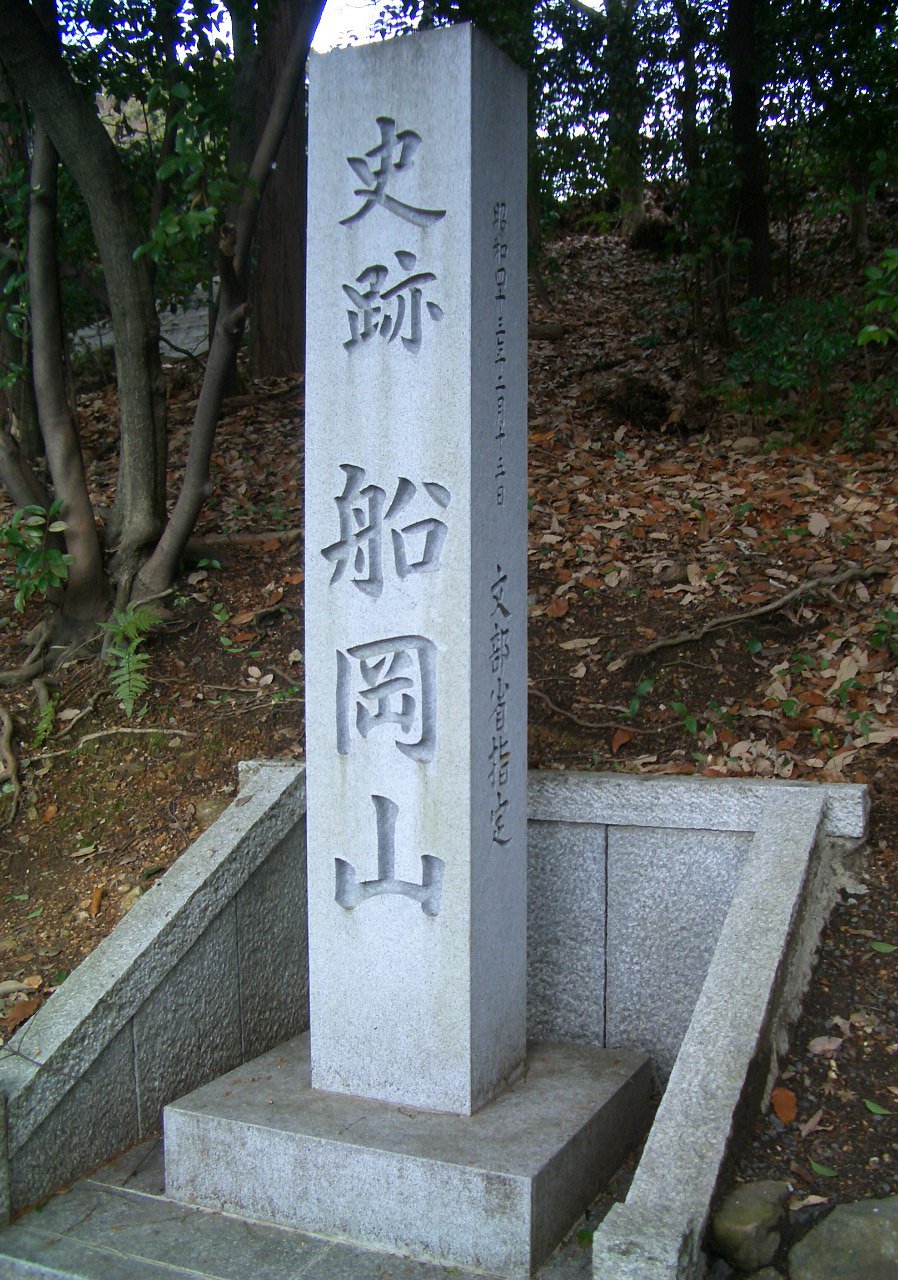
Die Inschrift auf dem Zeichen lautet: Shiseki Funaoka-yama (jap. 史跡船岡山, Geschichtsdenkmal Funaoka)

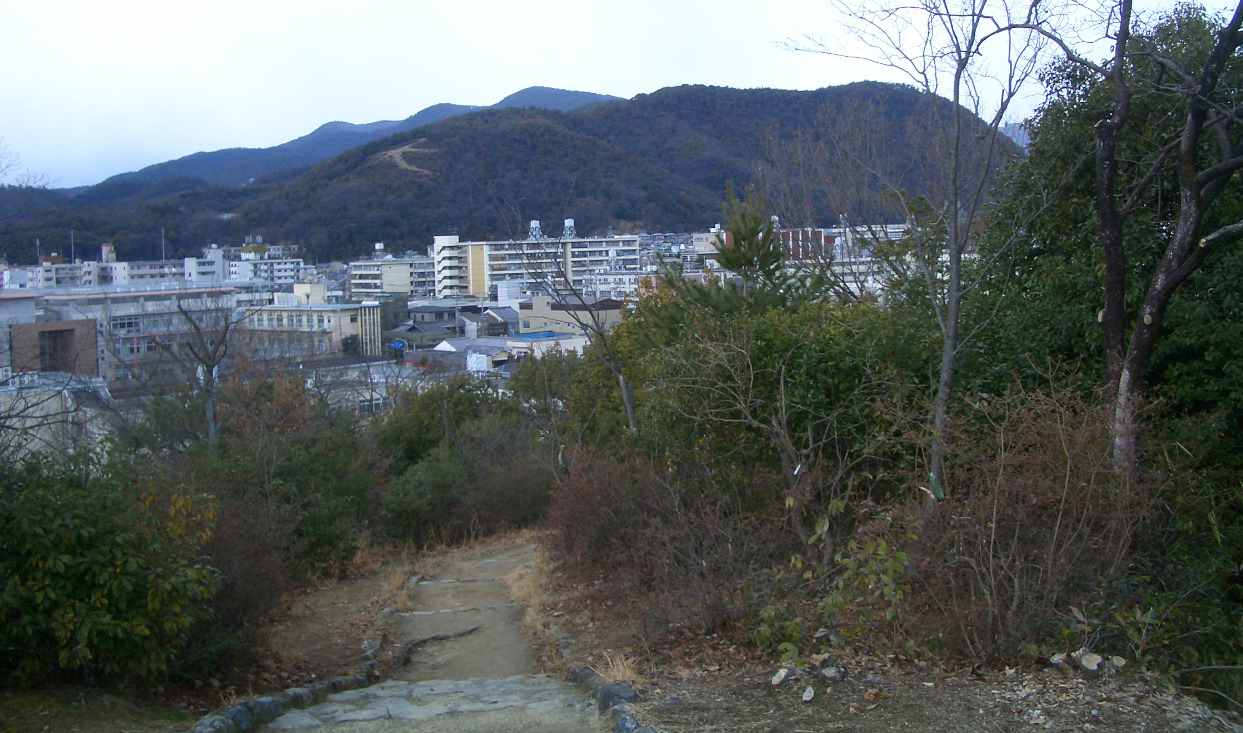
Vom Gipfel aus in Richtung Gozan no Okuribi
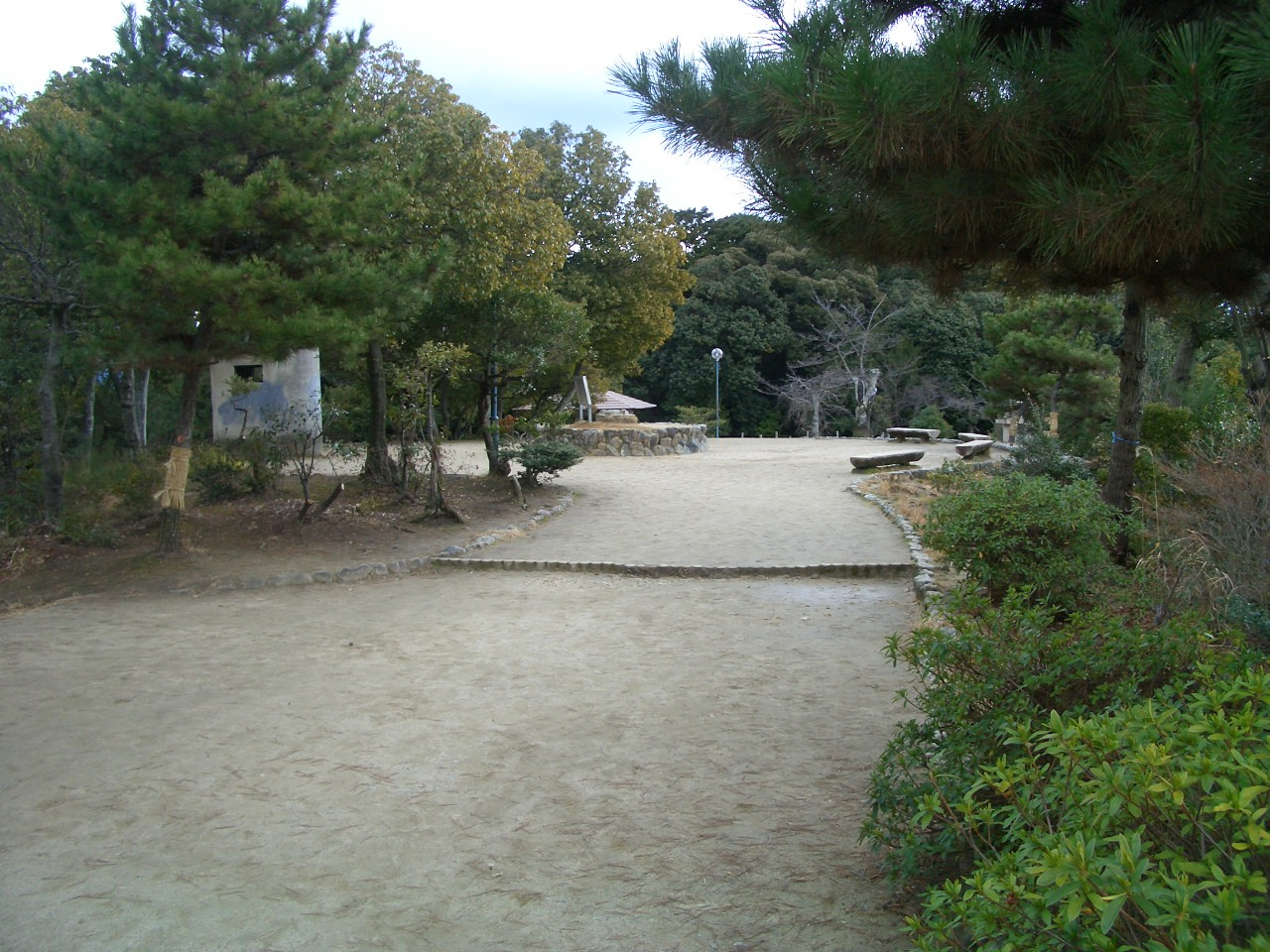
Im Funaoka-yama-Park
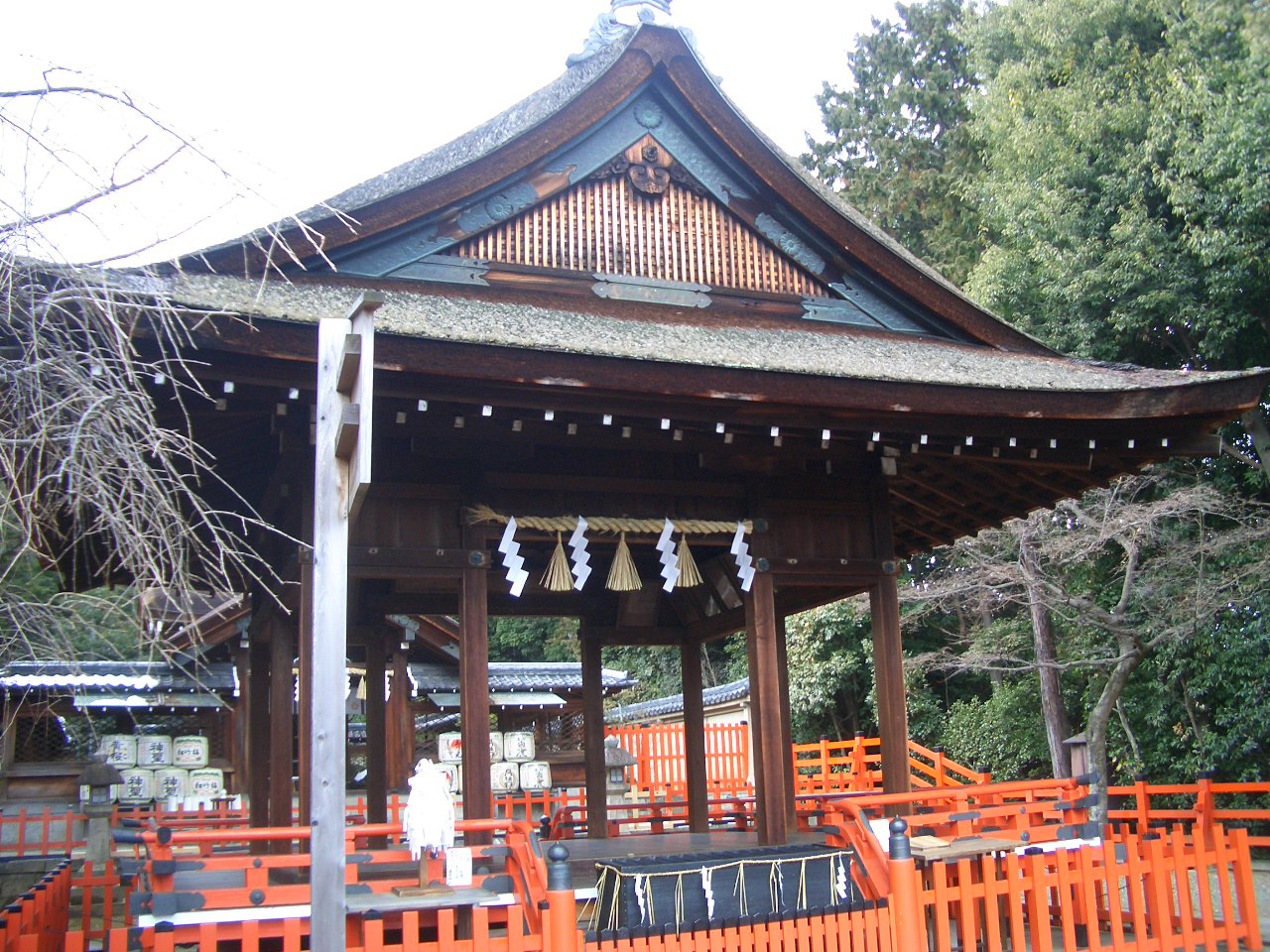
Kenkun-jinja

## Kulturgut
1931 wurde Funaoka-yama zum „Gebiet mit schöner Natur“ (風致地区, Fūchichiku) erklärt. Damit ist die Bodenbeschaffenheit und der gegenwärtige Zustand vor tiefgreifenden Veränderungen geschützt. Am 15. Februar 1968 wurde Funaoka zum Geschichtsdenkmal erklärt. 1995 wurde Funaoka in die „Auswahl der 200 Natur(schauplätze) Kyōtos“ aufgenommen.

## Anfahrt
Vom Bahnhof Kitaōji der Karasuma-Linie der U-Bahn Kyōto den Autobus einer der folgenden Linien besteigen: 1, 12, 204, 205, 206, 8, M1, und an der Haltestelle Kenkun-jinja mae (建勲神社前, „vor dem Kenkun-Schrein“) aussteigen.